# Pavillon de chasse de Nyék
Le Pavillon de chasse de Nyék (en hongrois : Nyéki vadászkastély) désigne les vestiges d'un pavillon de chasse, situés dans le 2e arrondissement de Budapest.